# Вибрафон
Вибрафонът (Vibraphon, образувано от латинската дума vibro – „трептя“ и гръцката φωνή – „звук“) е музикален перкусионен инструмент от групата на пластинковите инструменти. Най-голяма популярност има в джаз-музиката.

## Устройство
Вибрафонът се състои от алуминиеви пластини, метална рамка, метални резонатори, демпфер снабден с педал, механизъм за вибрато-ефект и електромотор.
- Пластините на вибрафона са изработени от алуминий, настроени са хроматично в рамките на четири октави и разположени по височина от ниски към високи така, както са подредени клавишите на пианото. Тъй като пластините са метални, за да не се предизвикват странични шумове при удар, прагчетата са облицовани с гума, а рамката под пластините с филц.
- Резонаторите са метални, под формата на тръби, като всяка от тях е запушена с тапа на различно място в долния си край.
- Вибрато-механизъм. В горния си край резонаторите и на двата реда пластини имат процеп, в който е разположена метална ос, простираща се по цялата дължина на инструмента от най-ниските до най-високите резонатори. Към тази ос са прикрепени метални перки във формата на кръгли пластинки, които покриват напълно отвора на всеки резонатор, когато са във водоравно положение. Задвижени посредством гумени ремъци, закачени на колела с жлеб в края на двете оси, тези перки се въртят и създават описания вибрато-ефект, характерен за звука на вибрафона.
- Електромотор. Двете метални оси на вибрато-механизма имат в края си метално колело с жлеб. Електромоторът също има подобно колело и свързването на двете колела с гумени ремъци дава възможност когато електромоторът е включен, осите да се въртят и да създават вибрато. Електромоторът на вибрафона има възможност да мени скоростта си, като така могат да се избират различни обороти на вибратото.
- Демпферът е механизъм, който спира отзвучаването на тона на пластините. Той представлява метална летва със залепено в горната си част кече или твърд филц, а под нея има пружини. Нормално демпферът е опрян и притиска пластините: съответно във високия край на първия ред пластини и в ниския край на втория ред пластини. Демпферът се регулира посредством педал, който е разположен ниско долу на нивото на краката на инструмента. Когато педалът бъде натиснат, депферът се отдалечава от пластините, а когато се отпусне, той се приближава и ги притиска. Когато педалът не е натиснат, при удар с палка пластините звучат тихо и продължителността на тона им е много кратък – подобно на ксилофона, но с метален тембър. Когато педалът е натиснат, той дава възможност на пластините да отзвучават дълго време, като максимумът е до една минута.

Както повечето пластинкови инструменти, вибрафонът има метална рамка във формата на трапец, снабдена с крака на колелца, с цел лесното придвижване на инструмента. В центъра си по цялата дължина има разположени още две метални летви. В този си вид рамката на инструмента изглежда като масичка, върху която са разположени пластините и са закрепени останалите части на вибрафона.

## Историческо развитие
Вибрафонът е сравнително нов инструмент, предвид че повечето ударни инструменти съществуват от векове.
Идеята за устройството на вибрафона е разработвана по време на Първата световна война в САЩ. През 1916 година американският лютиер Хърман Уинтърхоф, който се е интересувал от създаването на изкуствен прототип на човешкия глас, работи върху различни проекти за създаване на механично устройство, което да произвежда вибрато. Именно с подобен вибрато-ефект Уинтърхоф смята, че ще се доближи до звученето на човешкия глас, но с механични средства. През същата година един от проектите му се увенчава с успех и бива прет за техническа реализация във фабриката за барабани на Лиди в Индианаполис.
Това, което Уинтърхоф нарича vox humana sound, се състояло от металофон с въпросния вибрато-механизъм задвижван от мотор. Моделите, които фирмата Лиди произвеждала, ползвали части изработени във фабриката на фирмата Deagan, базирана в Чикаго и занимаваща се с производство на органи и пластинкови ударни инструменти. Собственикът ѝ, John Calhoun Deagan, по това време с опит от около 50 години в бранша проявява интерес към вибрафона като инструмент и решава да разработи свой собствен модел.
През 1922 г. Deagan пуска на пазара инструмент под свой лиценз и подменя името vox humana sound с Вибрахарп, като същевременно спира договора си с Лиди. В продължение на години Deagan произвеждат инструмента под различни търговски имена, най-популярни сред които – Вибрахарп и Вибрафон. Тъй като постоянните промени на името водели до объркване за музикантите, този инструмент бил известен просто като „модел-145“, под който номер присъствал в каталога на Deagan.
Първият радио-запис на вибрафон е направен през 1924 г.
До 1927 г. вибрафонът не търпи развитие по отношение на устройството си и запазва варианта, който Deagan разработва, а именно дебелина на пластините 1,2 см и диапазон от 3 октави (от F до F).
Макар Лиди да спират производството, вибрафонът бързо започва да набира популярност. Много фирми започват да произвеждат вибрафони, като правят промени най-често в теглото и размера на инструмента. Вариациите са разнообразни: от вибрафони с пластмасови стойки в нео-класически стил, през модата да се лакират пластините в златист цвят и се стигне до съвременните модели от 4 октави (от C до C) и механизъм за промяна на височината.

## Употреба
Едни от най-изтъкнатите вибрафонисти са: Гери Бъртън, Лайънъл Хемптън, Милт Джаксън, Майк Майнери, Рой Айърс и Дейвид Фрийдмън.

### Вибрафонът в джаза
Лайънъл Хемптън започва да свири на (тогавашния) Вибрахарп в своята група в Калифорния и не след дълго бива чут от Луис Армстронг, който бил силно впечатлен от звука и тембъра на инструмента. Това довело до първите записи на вибрафон в джаз-музиката през 1931 г.Бени Гудман също включва вибрафона в своя бенд. Вибрафонът намира приложение не само като соло инструмент но и във всякакви биг-бендове, джаз квартети, джаз секстети, и е предпочитан от всеки джазмен, който харесва вибрато ефекта и продължителния му тон. Така вибрафонът става емблематичен за джаз музиката.

### Вибрафонът в оркестъра
Първият запис на вибрафон като част от симфоничен оркестър е през 1933 г. Макар че е пластинков инструмент като ксилофона, маримбата и глокеншпила, той бива използван в оркестъра предимно за звукови ефекти. Най-често се употребява във филмовата и театрална музика. Първата употреба на вибрафона в оперната музика е в произведения на композитора Албан Берг, ученик на Арнолд Шьонберг. В симфоничната музика вибрафонът добива популярност едва след 1945 г.

## Нотиране
Вибрафонът е нетранспониращ (реално звучащ) инструмент и се нотира на G (виолинов) ключ.

## Диапазон
Съвременните вибрафони имат диапазон от 4 октави (c-c4).
Старите инструменти варират от 3 до 3½ октави, като най-популярни са триоктавовите от f на малка октава (f-f3).

## Палки
Палките за вибрафон се състоят от накрайник във формата на топче, изработено от каучук и дръжка под формата на дълга тънка пръчка, най-често от ратан.
Палките за вибрафон се делят на два основни вида – наплетени и ненаплетени.
Накрайникът на наплетените палки е обвит с намотан памучен конец или корда, по-рядко прежда, а на ненаплетените се изработва от много мек каучук, което не позволява при удар звука да бъде остър или да се предизвикват странични шумове. Размерът на всеки накрайник е 2,3 – 3,3 см в диаметър, а дължината на дръжките е 31 – 35 см.
Формата на накраинците на палките за вибрафон е основно два вида: кръгла и елипсовидна. При наплитането с прежда полученият звук е мек, тъмен и тежък, а при употребата на памучен конец – светъл и релефен. Причината за наплитането на палките за вибрафон и маримба са звуковите изисквания, които изпълнители и композитори имат по отношение на „атаката на тона“ – съответно ако накрайника е не наплетен – твърда атака и наплетен – мека атака.
По отношение на звука палките се разделят най-общо на силни, средни и тихи, като фирмите-производителки правят освен тези три основни вида и много междинни варианти.

## Техники на звукоизвличане
Приципно звукоизвличането при вибрафона става чрез удари по пластините в центъра над резонаторите и съвсем в края на пластините с палки.
Употребяват се 2 палки при изпънение на мелодична линия и до 6 (по 3 във всяка ръка) при изпълнение на многогласни произведения.
Единични тонове – най-често такива тонове се изписват с половини или цели ноти, понякога с корона или дъгичка над нотата, което означава, че тонът трябва да бъде оставен свободно да звучи, докато постепенно естествено заглъхне.
Вибрато – вибрато се получава чрез включване на електромотора на определени обороти. Означава се „con vibrato“.
Без вибрато – за да звучи вибрафонът без вибрато, електромоторът трябва да е изключен. Означава се с „senza vibrato“.
Парадидли – изпълненията на парадидли и многократни повторения на тона са възможни, стига те да не бъдат в прекалено бързо темпо тъй като това води до туширане на пластината, а ако педалът е натиснат – до сливане на ударите.
Трилер – трилерите са по характерни за класическата музика, отколкото за джаза и тук е необоходимо те да бъдат изпълнявани в умерено или бавно темпо, за да звучат добре на вибрафона.
Тремоло – тремоло при вибрафона не се използва, тъй като вибрафонът е най-дълго отзвучаващия пластинков инструмент.
Глисандо – глисандото е най-популярния ефект при вибрафона. Става с триене на палките възходящо и нискодящо по целия гриф на инструмента или по зададен основен тон. Глисандото, изпълнено върху втория ред пластини звучи пентатонично. Когато педалът не е натиснат, глисандото звучи краткотрайно, подобно на глисандото при ксилофона.
Резонанс-глисандо – получава се, като с едната палка се удря в центъра на пластината над резонатора, а другата се поставя притисната там, където преминават кордите на вибрафона, като постепенно се приближава към центъра. Полученото глисано е с размер до интервал голяма секунда.
Легато – легато се изпълнява при натиснат педал, тъй като пластините имат дълго отзвучаване. Преходът от един тон към друг с легато е много лесен.
Стакато – за получаването на стакато или „secco“ ефект изпълнителите не натискат педала, а когато звучи някой акорд, но искат да спрат отзвучаването само на един или два тона от акорда, те тушират пластината с накраиника на най-близко стоящата палка, а не с педала.
Стоп-шлаг – това е удар при които палката остава върху пластината без да ѝ бъде дадена възможност да отзвучава. Звукът е много кратък, подобно на стакато.
Лък – понякога в класическите произведения, когато се търсят различни сонорни ефекти, се използва лък от контрабас, като звукоизвличането става с триене на лъка по ръба на пластините.
Акордова техника – когато акордите не са в арпежиран вид, се изисква употребата на повече от две палки. Най-често изпълнителите използват 4 палки (по 2 във всяка ръка) и по рядко 6 (по 3 във всяка ръка). В миналото са се използвали 3 палки, като дясната ръка държи 2 а лявата 1. Акордовата техника набира популярност в края на 70-те години на миналия век като става емблематична за свиренето на вибрафон и маримба. Днес има редица школи и учебници, в които са изложени основните позиции при акордовата техника и комбинации от тях.

## Постановка
Постановка с две палки – Използват се две постановки: класическа, при която дланите на ръцете са обърнати надолу към пластините, така като е при всички пластинкови инструменти, и постановка на Милт Джаксън при която палците на ръцете гледат нагоре, подобно на постановката за тимпани.
Постановка с четири палки – Макар че всеки изпълнител е свободен сам да избира коя постановка да използва, при вибрафона се използват основно постановката на Гери Бъртън и постановката на Лий Хауърд Стивънс.

## Звукови комбинации

### Вибрафон и ударни инструменти
Комбинацията комплект барабани и вибрафон не е особено удачна, тъй като звучи непълно. Комбинацията ксилофон и вибрафон не е подходяща, тъй като се получава прекалено остър релефен звук поради специфичния звук на ксилофона. Добра „проводимост“ на звука има с маримбата, при което се получава много мек лиричен звук, а също и с глокеншпила, който звучи октава по-високо. Получава се лек ефирен светъл звук.
Характерно е използването на вибрафона в перкусионните ансамбли, където обикновено държи хармонията, но понякога се губи сред общо звучащата маса.

### Вибрафон и струнни инструменти
Комбинацията на струнни инструменти с вибрафон води до мрачен носталгичен звук.
Много често във филмовата музика композиторите комбинират челеста (или глокеншпил) с арфа и вибрафон, за да изобразяват фантастични или митологични сцени.

### Вибрафон и духови инструменти
Комбинацията на дървени духови инструменти като флейта и кларинет е удачна – полученият звук е спокоен и лиричен. Комбинацията с медни духови инструменти не е препоръчителна, тъй като звукът на вибрафона се губи. Особено в много силна динамика може изцяло да бъде заглушен от валдхорни и тромпети.

### Вибрафон и джаз
Перфектната комбинация е вибрафон, бас и барабани. В много случаи вибрафонът може изцяло да замести пианото. Съчетанието китари и вибрафон води до много тежък звук. Когато в една група има както пиано, така и вибрафон се получава претрупване на звука. Обикновено един от двата инструмента държи хармония или има статична функция, докато другият е солиращ.
Много добра комбинация е саксофон с вибрафон. Получава се свободен лиричен звук.

## Репертоар
- Концерти за вибрафон
- Вибрафон и оркестър
- Соло Вибрафон